# Sjeverni awyu jezik
Sjeverni awyu jezik (awyu, djair, dyair, jair, yair; ISO 639-3: yir), transnovogvinejski jezik skupine ok-awyu, podskupine awyu, kojijm govori 1 500 ljudi (1987 SIL) na zapadnoj strani rijekle Digul u Indoneziji, Irian Jaya.

## Vanjske poveznice
- Ethnologue (14th)
- Ethnologue (15th)